# TV Azteca
A Televisión Azteca S.A. de C.V. (mais conhecida como TV Azteca) é uma rede de TV mexicana, pertencente ao Grupo Salinas. É a segunda maior rede de televisão mexicana, perdendo somente para a Televisa. Criada em 1993, foi o resultado da privatização da rede estatal Imevisión.
Com cobertura nacional, está disponível através de televisão digital terrestre e TV por assinatura em todo o México, além da Azteca Internacional que alcança 13 países na América do Sul e América Central, além de uma subsidiária nos Estados Unidos, conhecida como Azteca América.

## História
Após permanecer mais de 20 anos sob a tutela do governo mexicano, as concessões da emissora Imevisión são repassadas ao setor privado no que ficou conhecido como um pacote de medios, onde se oferecia os canais 7 e 13 e o canal 2 de Chihuahua.
Para que a desvinculação acontecesse, no entanto, o governo tinha que regularizar a situação das suas retransmissoras, já que muitos deles, em especial do canal 7 não permitiam formalmente sua venda devido a legislação vigente, na qual só era possível que os canais e repetidoras registrados ao nome da empresa em questão fossem transferidos em operações de compra e venda.
E assim, uma série de empresas paraestatais são criadas, com a maior se chamando Televisión Azteca, para que se convertessem em concessionárias dos canais que compõem as redes 7 e 13. Finalmente, as duas redes são postas a venda, com o canal 7 sendo composto por mais 78 emissoras e o canal 13 contando com outras 90 emissoras por todo o México.
Com este imbróglio resolvido, é aberto um longo e complicado processo de concorrência pública onde quatro grupos empresariais diferentes disputam as concessões de TV. Ricardo Salinas Pliego, do Grupo Salinas, proprietário da grande loja de eletrodomésticos Elektra sagra-se vencedor da disputa. Estima-se que foi pago cerca de US$ 650 milhões em um pacote que incluía as redes de televisão, as salas de cinema da Compañia Operadora de Teatros S.A. e os Estúdios América. 
Com o tempo, a TV Azteca se torna em uma das mais importantes empresas de televisão da América Latina, graças a alianças com empresas internacionais do meio como Disney, Telemundo, TV Globo, entre outras.

## Subsidiárias

### Azteca Señales
É a área de negócio da TV Azteca responsável pela produção, programação, distribuição de conteúdos e de sinal da emissora.
- Azteca 7
- Azteca Trece
- Proyecto 40
- Azteca América
- Azteca Guatemala
- Azteca Honduras
- Romanza+ África

### Az TV de Paga
É a área de negócio da TV Azteca responsável pela produção, programação, distribuição de conteúdos e de sinal de emissoras de televisão por assinatura. Foi fundada no ano de 2014.
- Az Noticias
- Az Clic!
- Az Mundo
- Az Corazón
- Az Cinema
- Azteca Trece -1 hora
- Azteca Trece -2 horas

### Azteca Music
Em 1996, foi fundada a Azteca Music, responsábel pela produção e promoção de diversos artistas, a grande maioria contratados da TV Azteca. Dentre os seus contratados estão/estavam: 
- Aranza
- Lisset
- Armando Manzanero
- Lidia Cavazos
- Perfiles/Crush
- Uff
- Boom
- Latins
- Mares (cantante)

### Azteca Cine
Em 2007, a Azteca Cine surge disposta a produzir e distribuir filmes mexicanos e estrangeiros. O projeto que inaugurou a empreitada foi a animação Los Campeones de la Lucha Libre (2008), que foi distribuída para o mercado hispânico através da Azteca Cine. Dentre outros projetos que ficaram sob a tutela da Azteca Cine se encontram os filmes Piratas en el Callao, Dragones: Destino de Fuego e High School Musical: El Desafío.

### Centro de Estudios y Formación Actoral (CEFAC)
Com o intuito de formar atores profissionais, o Centro de Formación Actoral é um programa acadêmico intensivo, destinado ao desenvolvimento de aptidões artisticas e ao conhecimento da linguagem e técnica utilizada na televisão. Pelo CEFAC, nomes hoje conhecidos ao redor do mundo já passaram, como o das atrizes Silvia Navarro, Paola Núnez, Adriana Louvier e o ator Andrés Palacios.

### Azteca Internet
Azteca Internet é a responsável pelos quatro portais mais importantes do grupo: www.tvazteca.com, aztecadeportes.com, aztecaespectaculos.com e aztecanoticias.com.mx, que tem enfoque em audiências mais jovens. A página oficial da emissora é o segundo maior canal de distribuição dos conteúdos da Azteca. Nos sites, ainda é possível interação através de chats, galerias de fotos, ente outros conteúdos.

## Submarcas

### Azteca Noticias
Conhecida como Fuerza Informativa Azteca, é o setor responsável por gerar o jornalismo da emissora. É neste setor que se produz o principal noticiário da emissora, intitulado Hechos, que conta com três edições diferentes (AM, Meridiano e Noche), além de outros programas como Buenas Noches, Informativo 40, A Quién Corresponda e Perspectiva 13.

### Azteca Espectáculos
É a divisão da Azteca encarregada da seção de entretenimento da emissora. Com o núcleo dirigido por Paty Chapoy, é o responsável pelos principais programas da emissora como Conexión, Historias Engarzadas, Los 25+, El Hormiguero MX e Ventaneando.

### Azteca Deportes
Núcleo responsável pela transmissão e produção de jornalismo esportivo da Azteca. Conta com comentaristas, analistas e apresentadores exclusivos para cada tema. Foi sob a tutela deste que se transmitiu as Copas do Mundo de 1994, 1998, 2002, 2006, 2010, 2014 e 2018 e os Jogos Olímpicos de 1996, 2000, 2004, 2008 e 2012.

### Azteca Novelas
É o núcleo de telenovelas da emissora, todas as novelas produzidas pela própria rede foram transmitidas na rede mais importante, a Azteca Trece. As demais produções, com ênfase nas estrangeiras, são transmitidas na Azteca Siete ou até mesmo no canal de TV paga, chamado Az Corazón.